# General La Madrid (partido)
General La Madrid (Partido de General La Madrid) is een partido in de Argentijnse provincie Buenos Aires. Het bestuurlijke gebied telt 10.984 inwoners.

## Plaatsen in partido General La Madrid
- General La Madrid
- La Colina
- Las Martinetas
- Lastra
- Líbano
- Pontaut
- Quilco